# Yakatarla
Yakatarla ist ein Dorf (Köy) im Landkreis Ovacık der türkischen Provinz Tunceli. Im Jahre 2011 lebten in Yakatarla 11 Menschen.